# ويندي فرازير
ويندي فرازير (بالإنجليزية: Wendy Fraser)‏ هي لاعب هوكي الحقل بريطانية، ولدت في 23 أبريل 1963 في بوكوبا في تنزانيا.

## وصلات خارجية
- ويندي فرازير على موقع اللجنة الأولمبية الدولية (الإنجليزية)
- ويندي فرازير على موقع أوليمبيديا (الإنجليزية)
- ويندي فرازير على موقع اللجنة الأولمبية البريطانية (الإنجليزية)